# Shan United Football Club
El Shan United Football Club (birmà ကမ္ဘောဇ ဘောလုံး အသင်း) és un club de futbol birmà de la ciutat de Taunggyi.

## Història
Va ser fundat l'any 2005 amb el nom Kangbawza FC. Estigué situat a Yangon fins al 2009. Representa l'Estat de Shan. El 2015 canvià el seu nom a Shan United FC.

## Palmarès
- Lliga Premier de Myanmar:
  - 2007, 2008
- Lliga Nacional de Myanmar:
  - 2017, 2019, 2020, 2022